# Наука в Південній Кореї
Південна Корея пройшла шлях від однієї з найбідніших країн світу 60-х рр. до найінноваційніших країн в 2015-2016 рр. завдяки впровадженню інновації і технологій в економіку країни та модернізації людських ресурсів.
В 1999 році було створено Національну Раду з науки і техніки та Президентську Раду з науки і техніки, під керівництвом президента країни.
Завдяки рекордним витратам на наукові дослідження південнокорейські товари здобули репутацію високотехнологічних та передових продуктів. 
На сьогоднішній день південнокорейська наука поділяється на:
- університетську (державні та приватні ВНЗ);
- академічну (Національна академія наук та п'ять галузевих академій наук, що мають статус державних).

Національна академія наук — найдавніша наукова установа держави, яка була створені в 1954 році, об'єднує видатних корейських вчених. Академія надає консультації уряду та має можливість вносити пропозиції щодо питань національної політики, які пов'язані з розвитком науки, підтримує наукові дослідження вчених, здійснює обмін знаннями з іноземними академіями.
Система підтримки науки в Південній Кореї має програмний принцип. У 1999-2009 рр. діяла програма "Науково-дослідницькі та дослідницько-конструкторські розробки на межі ХХІ ст.". 
У 2008-2012 рр. діяла програма "Університет світового рівня", суть якої полягала у залученні іноземних науковців та вчених для реформування корейських ВНЗ і підвищення їх конкурентоспроможності.
У 2015-2016 рр. Південна Корея зберегла перше місце в світі за розвитком інновацій, завдяки:
- значним вкладенням в наукові дослідження та дослідницько-конструкторські розробки;
- патентній активності;
- створенню конкурентоспроможного рівня вищої освіти корейських ВНЗ.[3]

## Впровадження наукових досягнень
В Південній Кореї було створено значну кількість венчурних компаній: з 1998 по 2011 рік їх кількість збільшилась з 2 до 11 000, кількість дослідницьких центрів з 2 до 9 000. Збільшилась частка НДДКР малими і середніми фірмами: партнерами малих інноваційних фірм є університети, державні лабораторії, національні корпорації та іноземні фірми. Порівняно новим явищем стала спільна діяльність корпорацій та малих технологічних фірм.

## Наукова співпраця Південної Кореї та України
Національною Академією Наук України та Корейським фондом науки та техніки було укладено "Меморандум про взаєморозуміння в галузі наукового та технічного співробітництва".
У грудні 2006 року під час візиту Президента України до Республіки Корея було укладено міжурядову Угоду "Про співробітництво у сфері використання космічного простору в мирних цілях".
Також відбувається обмін досвідом між провідними ВНЗ України та Республіки Корея.